# Margarita Lozano
Margarita de las Flores Lozano Jiménez, född 14 februari 1931 i Tétouan, Spanska protektoratet Marocko, död 7 februari 2022 i Lorca, Murcia, var en spansk skådespelerska.

## Roller i urval
- 1961 – Viridiana
- 1964 – För en handfull dollar
- 1969 – Svinstian
- 1981 – San Lorenzonatten
- 1984 – Kaos
- 1986 – God morgon Babylon
- 1986 – Jean de Florette
- 1986 – Jean de Florette del 2 – Manons källa
- 1987 – Lorca – en diktares död (TV-serie)
- 2006 – N (Io e Napoleone)